# Mirgor
Mirgor es una empresa argentina que produce componentes electrónicos, móviles y de automoción y exporta productos agrícolas. Tiene su sede administrativa en la ciudad de Buenos Aires, sitios industriales en Río Grande, Garín  y Baradero,  así como un campo propio para explotación agrícola-ganadera en Bolívar. 
Se dedica a la producción de electrónica y autopartes, diseño y ejecución de proyectos de ingeniería y sistemas, gestión de canales comerciales y actividades de venta minorista y, desde 2018, al sector agropecuario.
Su facturación anual en 2023 fue de aproximadamente 2.498 millones de dólares.
Mirgor es socio de marcas internacionales como Samsung,Toyota, Ford, Fiat, General Motors, Mercedes-Benz y Volkswagen.
Se encuentra entre las 100 empresas argentinas de mayor exportación y brinda empleo a más de 3000 personas. El promedio etario del personal es de 28 años y el 53% de la planta de la empresa está compuesta por mujeres.

## Historia
Mirgor fue fundada en 1983 por Nicolás Caputo, Roberto Gustavo Vázquez y Mauricio Macri. 
Roberto Gustavo Vázquez, proveniente de Ford, tenía experiencia en la industria automotriz.  Comenzó a producir sistemas de aire acondicionado para automóviles para Sevel. En ese momento, solo el 5% de autos traían aire acondicionado. 
Macri vendió sus acciones en 1994 y se desvinculó del directorio en 1996.durante los dos mandatos de Mauricio Macri, la Ciudad de Buenos Aires le otorgó contratos por casi $ 1.000 millones de pesos, según consta en los registros presupuestarios de la Ciudad.
En 1994, Mirgor comenzó a cotizar sus acciones en la Bolsa de Comercio de Buenos Aires y la Bolsa de Londres.
Tras la crisis de 2001, tuvo lugar una reestructuración de la compañía. 
En 2004, la empresa comenzó la producción de sistemas de aire acondicionado para el hogar.
En 2009, Mirgor compró la Industria Austral de Tecnología S.A. (IATEC), que produjo teléfonos móviles para Nokia desde 2010 y televisores para LG desde 2011. La producción de equipos de audio, video y microondas comenzó en 2012. En 2013, comenzó a fabricar notebooks Dell.
IATEC comenzó a fabricar teléfonos móviles y televisores para Samsung en 2014, junto con productos electrónicos para automóviles para Pioneer.
En 2016, José Luis Alonso asumió como nuevo CEO del Grupo.
En 2017, formó una filial llamada GMRA, para la marca de productos electrónicos y eléctricos de consumo. También en 2017, la empresa recibió la certificación IATF 16949 e ISO 9001. Actualmente cuenta con la certificación IPC-A-610 Clase 3.
En 2019, Mirgor adquirió Famar S.A. que produce teléfonos móviles y módems de consumo, sistemas de hardware y software, alarmas y módulos de control electrónico.

El grupo desembarcó en el sector agroindustrial en 2018. En 2019, Mirgor realizó sus primeras exportaciones de trigo, soja y maíz.
También en 2019, la empresa inauguró un centro logístico ubicado en Garín, provincia de Buenos Aires.
En marzo de 2023, adquirió un campo de casi 1.500 hectáreas en San Carlos de Bolívar destinado a producción propia de agricultura y ganadería.
En octubre de 2020, Mirgor adquirió la filial argentina de la empresa de comunicaciones inalámbricas Brightstar Corporation.
Ante la Pandemia de COVID-19, Mirgor desarrolló la aplicación OxiTemp, que permite medir y monitorear la saturación de oxígeno en sangre, el ritmo cardíaco y la temperatura corporal.
En octubre de 2021, firmó un acuerdo con la Fábrica Argentina de Aviones (FAdeA), con el objetivo de promover el desarrollo y producción de piezas para las aeronaves que se realizan en Tierra del Fuego, como el Pampa III.
En noviembre de 2022 Mirgor adquirió la compañía Outokumpu Fortinox SA., filial de la finlandesa Outokumpu en Argentina, distribuidora exclusiva en Argentina, Paraguay y Bolivia. La compañía tiene como actividad principal la importación y comercialización de distintos tipos de acero, principalmente inoxidable, con un centro de servicios de corte y pulido de acero en la planta industrial de Garín.
La compra de Sauceco, en marzo de 2023, implico su expansión definitiva al sector agroindustrial. En mayo de 2023, Mirgor firmó contrato con Millicom y comenzó a operar en los Estados Unidos bajo el nombre de Mirgor USA LLC. La compañía anunció que se dedicará a la planificación y abastecimiento de celulares, centralizando las operaciones en Miami.
Actualmente, Mirgor impulsa el proyecto de crear un puerto en Río Grande, donde están radicadas la mayoría de las compañías electrónicas de la provincia. Se estima una inversión de  US$ 380 millones y un tiempo de construcción de 2 años a partir del año 2024. Entre múltiples ventajas, el puerto resolvería es el tránsito por aguas nacionales, un problema histórico para la isla.  El inicio de las obras está previsto para 2024,tras el fin de la veda invernal. Se estima que el Grupo Mirgor invertirá unos 380 millones de dólares en este desarrollo.
En septiembre de 2023, en el marco de la Semana de la Movilidad Sustentable en Buenos Aires, Mirgor presentó su línea de bicicletas eléctricas Qüint, con batería desmontable.

En noviembre de 2023, la compañía logró la emisión de una obligación negociable por US$ 300 millones, abriendo al público nuevas oportunidades de inversión.  
En 2023, Mirgor Agro recibió un premio por méritos destacados en la Diversificación de Exportaciones otorgado por la revista Prensa Económica.
En los primeros días de 2024, las acciones de Mirgor subieron más del 50%.  Actualmente se encuentra entre las 1000 empresas argentinas de mayor exportación. 
Respecto de su expansión regional, el Grupo opera actualmente con oficinas propias en Asunción (Paraguay) y explora nuevas unidades de negocio en ese país.   En Uruguay, desembarcó en 2023 con la compra de Anovo, empresa líder de posventa, y desde su laboratorio central brinda soporte al resto de las compañías de celulares del país.  Amplió su presencia regional , junto a Samsung, con la apertura de nuevas tiendas SmartThing en República Dominicana  y Paraguay.  Como partner estratégico de Hisense en Uruguay, lanzó una nueva línea de Smart TV, con modelos QLED y Mini-LED.En noviembre, comenzó sus operaciones en Panamá.En 2024 la división internacional de Mirgor tuvo una facturación de US$ 240 millones.
En abril de 2024,  Mirgor presentó End of Line Tester, un desarrollo destinado a las pruebas de calidad de los productos tecnológicos. En septiembre, el CEO José Luis Alonso participó de Forbes Reinventando Argentina Summit y declaró que el crecimiento económico del país hacia 2025 dependerá de la capacidad de exportar "tecnología, proteínas y talento".
En diciembre de 2024, el grupo cerró un acuerdo con la firma hotelera española Meliá Hotels International para la construcción de un hotel cinco estrellas en Ushuaia, proyectado para abrir sus puertas en 2028.

## Productos y servicios
Mirgor cuenta con 8 unidades de negocios. 
- Manufactura: producción de electrónica y autopartes.
- Retail: Gestión de canales comerciales y actividades de venta minorista.
- Innovación: diseño y ejecución de proyectos de ingeniería y sistemas.
- Agropecuario: desarrollo de negocios agropecuarios.
- Supply Chain: Recepción, almacenaje, preparación y distribución de bienes.
- Distribución: Distribución de productos de vanguardia en tecnología y confort.
- Servicios: Prestación de servicios técnicos y soluciones integrales.
- Global[77][78][79]

En cuanto al sector automotriz, la empresa produce equipos de aire acondicionado, sistemas de infotainment y módulos de control para diferentes empresas automotrices.
En cuanto al sector electrónico, Mirgor también fabrica celulares, televisores y monitores, entre otros, opera tiendas Samsung en Argentina y tiene su propio retailer llamado Diggit.
En cuanto al departamento de Servicios, Mirgor se dedica al reacondicionamiento de equipos, brindando servicios de protección y servicios posventa con su marca Ferbi,  que también ofrece servicios de recompra y cambio. 
La empresa cuenta con una división de negocios denominada Mirgor Innovación que desarrolla proyectos de programación de software e ingeniería mecánica.
Posee 9 sitios industriales, 5 en Río Grande, 1 en Ushuaia y 3 en provincia de Buenos Aires, que suman más de 90.000 m².
Actualmente, el Grupo está construyendo ONTEC, una planta en Baradero para la producción de piezas de apariencia para la industria automotriz.
Mirgor Distribution distribuye productos de fabricación propia y cede la distribución local y comercialización internacional a otros fabricantes, minoristas, revendedores y operadores de telefonía.
Mirgor Agro cerró 2023 con más de 1.000.000 de toneladas de distintos commodities y specialities exportadas. 

## Distinciones
Mirgor recibió los premios “Best Performance Supplier Award″ de Toyota en 2021 y el "Regional Contribution Award" en 2022.

## Fundación
En 2022 Mirgor presentó la “Fundación Mirgor: Desarrollo comunitario hacia el futuro”  

### Educación
E
También abrió distintos cursos destinados a la capacitación profesional de operarios en Tierra del Fuego. En septiembre de 2023, lanzaron un nuevo curso de uso inteligencia artificial en educación.
En enero de 2024, organizó el "Codechallenge Tierra del Fuego", competencia para residentes de la provincia con conocimientos intermedios o avanzados en programación de cualquier lenguaje.  En marzo, la Fundación lanzó un programa de becas para alumnos de los últimos años de escuelas secundarias técnicas. En el Colegio Provincial de Educación Técnica de Río Grande (CPET), la Fundación brindó una capacitación sobre metodología 5S, que utilizan las empresas para ordenar sus espacios y procesos de gestión,  así como el programa CIRCULA.RG sobre emprendedurismo sostenible y economía circular. En julio, la Fundación inauguró su “Escuela de Innovación, creatividad y tecnología" docentes de 4°, 5° y 6° grado del nivel primario.En el marco del Día de la Conciencia Ambiental, la Fundación organizó actividades de formación y promoción sobre suprarreciclaje.En noviembre, la Fundación anunció un taller sobre inclusión laboral de personas con discapacidad junto con la Secretaría de Discapacidad del Gobierno de la Provincia de Tierra del Fuego.En el marco del Día de la Educación Técnica, la fundación organizó “TecnoGrande”, una muestra de proyectos innovadores organizada en conjunto con los colegios técnicos de Río Grande.La Fundación declaró haber brindado capacitación a 2.000 personas y beneficios a más de 3.200 durante 2024.
Los proyectos educativos de la Fundación junto a Samsung fueron distinguidos por las legislaturas de la Ciudad de Buenos Aires y de Tierra del Fuego. 

### Salud
En febrero de 2024, la Fundación Mirgor donó 300 oxímetros a la Municipalidad de Río Grande para reforzar la atención en los Centros de Salud   así como un respirador artificial para el Hospital Regional de Ushuaia.  

### Cultura
En noviembre de 2023, la Fundación Mirgor realizó un acuerdo marco estratégico con el Comando Conjunto Antártico (COCOANTAR), para fomentar el desarrollo y el bienestar de la comunidad argentina en la Antártida. La visita de los representantes de la Fundación incluyó la donación de dispositivos electrónicos.   En marzo de 2024, la Fundación realizó también una donación de bicicletas eléctricas Qüint para uso del Comando en Base Esperanza. 

### Hábitat
En 2022, la Fundación anunció el proyecto “Casa Modular Transportable”, una alternativa de vivienda sostenible para responder a la necesidad habitacional de la provincia.  La Fundación ha reafirmado públicamente su compromiso con la soberanía argentina de las Islas Malvinas con actividades durante el Día del Veterano y de los Caídos.  
En 2024, la Fundación donó a la Armada Argentina dos módulos habitacionales transportables,  equipados por un sistema integral de energía renovable. 